# Frederick Lugard, I barone di Lugard
Frederick John Dealtry Lugard I barone di Lugard (Madras, 22 gennaio 1858 – Dorking, 11 aprile 1945) è stato un militare ed esploratore britannico, governatore di Hong Kong (1907–1912) e uno dei Governatori generali della Nigeria (1914–1919).

## Gioventù ed educazione
Lugard nacque a Madras (oggi Chennai) in India ma crebbe a Worcester, in Inghilterra. Era figlio del reverendo Frederick Grueber Lugard, cappellano militare di Madras, e della sua terza moglie Mary Howard (1819–1865), la figlia più piccola del reverendo John Garton Howard (1786–1862). Lugard fu istruito presso la Rossall School ed il Royal Military College Sandhurst.
Il nome 'Dealtry' deriva da Thomas Dealtry, amico del padre.

## Carriera militare
Lugard fu assegnato al 9º reggimento di fanteria (reggimento del Norfolk orientale) nel 1878, unendosi al secondo battaglione in India e prestando servizio nelle seguenti campagne:
- Seconda guerra anglo-afghana (1879–1880)
- Campagna del Sudan (1884–1885)
- Terza guerra anglo-birmana  (1886–1887)

Lugard fu nominato al Distinguished Service Order nel 1887. Nel maggio 1888 Lugard assunse il comando di una spedizione organizzata dai coloni britannici di Nyasaland contro i mercanti di schiavi arabi del lago Malawi e fu ferito.

## Carriera post-militare

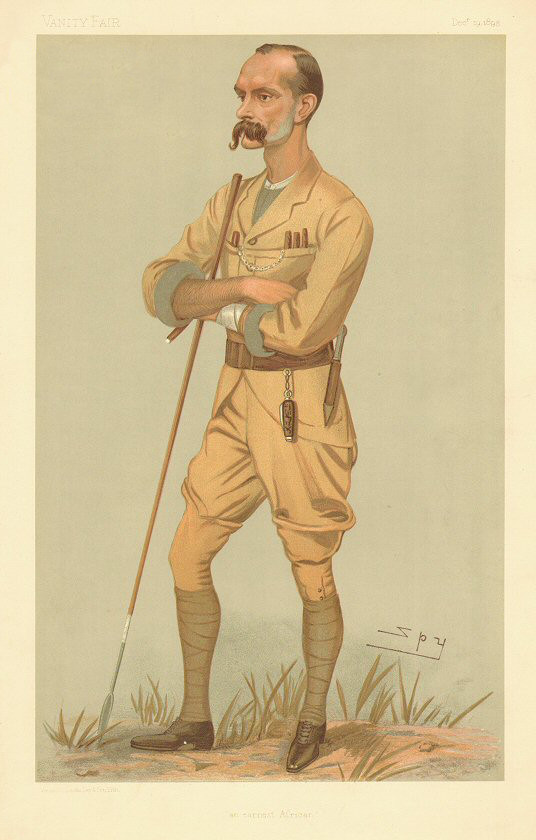
Lugard caricatura di Spy per Vanity Fair, 1895

Dopo essere partito da Nyasaland nell'aprile 1889, Lugard si unì alla Compagnia britannica dell'Africa Orientale. Al suo servizio esplorò il fiume Sabaki e le regioni circostanti, contribuendo a stendere un piano per l'emancipazione degli schiavi posseduti dagli arabi nell'entroterra di Zanzibar. Nel 1890 Lugard fu mandato dalla compagnia in Uganda, dove assicurò il dominio britannico nella zona mettendo fine agli scontri civili. Furono necessari duri combattimenti, soprattutto a causa di un attacco francese. Dopo essere riuscito a sedare i problemi, Lugard divenne amministratore militare dell'Uganda dal 26 dicembre 1890 al maggio 1892. Mentre amministrava l'Uganda si recò sui monti Ruwenzori da Lago Eduardo, mappando buona parte della regione. Visitò anche il lago Alberto prelevando alcune migliaia di sudanesi abbandonati da Emin Pascià e Henry Morton Stanley durante la spedizione di soccorso di Emin Pascià.
Quando Lugard tornò in Inghilterra nel 1892, riuscì a dissuadere il primo ministro William Ewart Gladstone ed il suo gabinetto dall'idea di abbandonare l'Uganda. Nel 1894 Lugard fu inviato dalla Compagnia reale nigeriana a Borgu, dove firmò trattati con re e capi assicurando la sovranità della compagnia, allontanando così le altre potenze coloniali. Dal 1896 al 1897 Lugard prese il comando della spedizione diretta al lago Ngami per conto della British West Charterland Company. Da Ngami fu richiamato dal governo britannico e mandato in Africa occidentale, dove dovette arruolare una forza di nativi per proteggere gli interessi britannici nelle vicinanze della colonia di Lagos e della Nigeria nei confronti dei francesi. Nell'agosto 1897 Lugard organizzò la West African Frontier Force e la comandò fino alla fine di dicembre 1899, quando si ricompose lo scontro con la Francia.

## Primi servizi coloniali
Dopo aver rinunciato al comando della West African Frontier Force, Lugard divenne nel 1900 Alto commissario del protettorato della Nigeria settentrionale, posizione che ricoprì fino al 1906 e per la quale divenne cavaliere nel 1901. In quel periodo la parte controllata di Nigeria settentrionale era piccola, ed il lavoro di Lugard fu reso più difficile dal rifiuto del sultano di Sokoto e di altri principi fulani di rispettare i termini dei trattati.
Nel 1903 il controllo britannico sull'intero protettorato era reso possibile da una campagna contro l'emiro di Kano ed il sultano di Sokoto. Quando Lugard diede le dimissioni da commissario, l'intera Nigeria era pacificamente controllata dai britannici. Vi erano comunque rivolte sedate brutalmente dagli uomini di Lugard. Una ribellione Mahdi nel 1906 a Satiru, un villaggio nei pressi di Sokoto, portò alla totale distruzione della città ed a numerosi morti.

## Governatore di Hong Kong
Circa un anno dopo le dimissioni da Alto Commissario del protettorato della Nigeria settentrionale Lugard fu nominato governatore di Hong Kong, posizione che ricoprì fino al marzo 1912. Durante il suo mandato Lugard propose di restituire Weihaiwei al governo cinese, in cambio della cessione definitiva dei Nuovi Territori. La proposta ricevette una fredda accoglienza, e non fu attuata. Alcuni credono che se fosse stata approvata Hong Kong sarebbe potuta rimanere per sempre in mano agli inglesi.
Il principale interesse di Lugard era l'educazione, e viene ricordato soprattutto per gli sforzi nel finanziamento dell'Università di Hong Kong nel 1911, della quale divenne Primo Cancelliere, nonostante la fredda opinione dell'Ufficio Coloniale. L'Ufficio Coloniale definì l'idea di un'università "l'animaletto di Sir Frederick". L'idea di Lugard era quella di creare una cittadella da utilizzare per portare la cultura occidentale in oriente.

## Governatore della Nigeria
Nel 1912 Lugard tornò in Nigeria come governatore dei due protettorati. Il suo compito principale era quello di completare la fusione in un'unica colonia. Ci furono controversie a Lagos, dove fu contrastato da una grossa parte della classe politica e dai media, e la fusione non riscosse successo nel resto del paese. Dal 1914 al 1919 Lugard fu governatore generale della neonata colonia della Nigeria. Per tutto il mandato Lugard cercò di migliorare le condizioni di vita dei nativi, soprattutto con il divieto, ove possibile, di alcolici, e con la soppressione del commercio degli schiavi.
Lugard, sostenuto dalla moglie Flora Shaw, inventò una leggenda che modificò la comprensione di lui, della Nigeria e del colonialismo per decenni. I soldi che permisero lo sviluppo dello Stato (ponti, ferrovie, ospedali) in Nigeria meridionale proveniva soprattutto dalle tasse sull'importazione di alcool. In Nigeria settentrionale questa tassa era assente ed i progetti di sviluppo erano molti meno. La guerra di Adubi avvenne durante il suo mandato. In Nigeria settentrionale Lugard permise lo schiavismo nelle famiglie dell'élite. Odiava gli africani educati e sofisticati delle regioni costiere, che gestivano lo Stato passando metà dell'anno in Inghilterra (dove promuovevano sé stessi restando distanti dalla realtà africana, e con i loro sub ordinati che prendevano decisioni fino al loro ritorno), e basò il proprio governo su un sistema militare. Il Lugard che si opponeva all'"educazione nativa" e fu in seguito coinvolto nell'università di Hong Kong, ed il Lugard che odiava commercianti e uomini d'affari ma divenne direttore di una banca nigeriana, sono gli strani aspetti dell'uomo e del mito.

## The Dual Mandate in British Tropical Africa
Lugard pubblicò il The Dual Mandate in British Tropical Africa nel 1922. trattava del governo indiretto in Africa coloniale. In quest'opera Lugard delinea i motivi ed i metodi che raccomandava per la colonizzazione dell'Africa da parte dell'Inghilterra. Il doppio mandato del colonialismo consiste da una parte nello sfruttare le risorse africane per favorire l’economia dell’Impero britannico, dall’altra nello sviluppare e civilizzare le popolazioni colonizzate. Tra la varie giustificazioni c'era la diffusione del Cristianesimo ed il termine della ‘barbarie’ (come i sacrifici umani). Vedeva anche la colonizzazione di Stato come un modo per proteggere missionari, capi locali e popolazione gli uni dagli altri e dalle potenze straniere. Inoltre, per Lugard, era vitale che l'Inghilterra prendesse il controllo delle aree non reclamate da nessuno prima che lo facessero Germania, Portogallo o Francia. Capì che esistevano molti profitti possibili tramite l'esportazione di risorse come la gomma e con la tassazione di popolazioni locali, importatori ed esportatori (i contribuenti britannici perdevano soldi a causa delle colonie). Inoltre queste risorse ed il lavoro gratuito dei nativi (dato che lo schiavismo fu abolito dall'Inghilterra solo nel 1834) avrebbe fornito carburante per la rivoluzione industriale. Infine Lugard affermava che la colonizzazione era diventata una mania e che, per mantenere il potere, l'Inghilterra avrebbe dovuto controllare le colonie per evitare di sembrare debole.

## Lega delle Nazioni ed attivismo anti-schiavista
Dal 1922 al 1936 fu rappresentante britannico presso la Commissione dei mandati permanenti nella Società delle Nazioni. In questo periodo fece parte inizialmente della Commissione temporanea sullo schiavismo e fu coinvolto nell'organizzazione della Convenzione sullo schiavismo del 1926. Gli fu fatta proposta per la Convenzione dal governo britannico. Nonostante fosse inizialmente preoccupato, il governo britannico ne sostenne una versione totalmente riscritta che poi fu approvata. Lugard fece parte del comitato di esperti dell'Organizzazione internazionale del lavoro sul lavoro dei nativi dal 1925 al 1941.

## Influenza
Lugard fu il massimo teorico dell'Indirect Rule, di cui prima sperimentò l'applicazione nel corso della sua esperienza di governatore della Nigeria e poi definì ideologia e principi nel saggio The Dual Mandate in British Tropical Africa.
L'Indirect Rule era un sistema di governo coloniale che lasciava larghe autonomie amministrative alle popolazioni soggette. I capi locali erano parte integrante del governo coloniale, con poteri e funzioni definiti e riconosciuti dal governo centrale e dalle sue leggi. Il sistema si fondava più sul principio della collaborazione che su quello della subordinazione al residente britannico. Quest'ultimo esercitava essenzialmente delle funzioni consultive e non esecutive, mentre i capi mantenevano i loro ruoli politici tradizionali ma entro le direttive dell'amministrazione coloniale.
Secondo Lugard l'Indirect Rule avrebbe permesso la realizzazione di un "impero a buon mercato", che non costasse direttamente niente o quasi alla madrepatria. Lugard pensava anche che, meno l'ordine sociale fosse stato turbato, più la cooperazione indigena sarebbe stata attiva. 

## Critiche
Lugard sostenne un governo portato avanti dai nativi nelle colonie africane. Secondo lui i neri africani erano molto diversi dai bianchi europei. Ipotizzò una mescolanza di sangue ariano o camito dopo l'avvento dell'Islam tra Hausa e Fulani. Consigliò di utilizzare i nativi come una specie di governo mediatore nel governo coloniale. Questo avrebbe evitato le rivolte perché, come sosteneva Lugard, gli africani avrebbero seguito molto più volentieri qualcuno che gli somigliasse, che parlasse la loro lingua e che ne condividesse le tradizioni.
Olufemi Taiwo sostiene che di fatto Lugard impedì ad africani educati in Inghilterra di giocare un ruolo attivo nello sviluppo del paese (alla fine Lugard diffidò di "intellettuali" bianchi e neri, convinto che i principi che gli erano stati insegnati in università fossero errati, preferendo la formazione di capi Hausa e Fulani provenienti dalle loro stesse strutture.

## Riconoscimenti
Lugard fu insignito dell'Ordine del Bagno nel 1895. Divenne cavaliere commendatore dell'Ordine di San Michele e San Giorgio nel 1901 per poi passare a Cavaliere di Gran Croce nel 1911. Fu nominato nel Consiglio privato, permettendogli di farsi chiamare col titolo di "The Right Honourable". Nel 1928 divenne pari col titolo di barone di Lugard, di Abinger nello Stato di Surrey.
La Royal Geographical Society lo premiò con la Founder′s Gold medal nel 1902, per la continua attenzione alla geografia africana.
Un busto in bronzo raffigurante Lugard fu creato nel 1960 da Pilkington Jackson ed è ora esposto presso la National Portrait Gallery di Londra.

## Vita privata

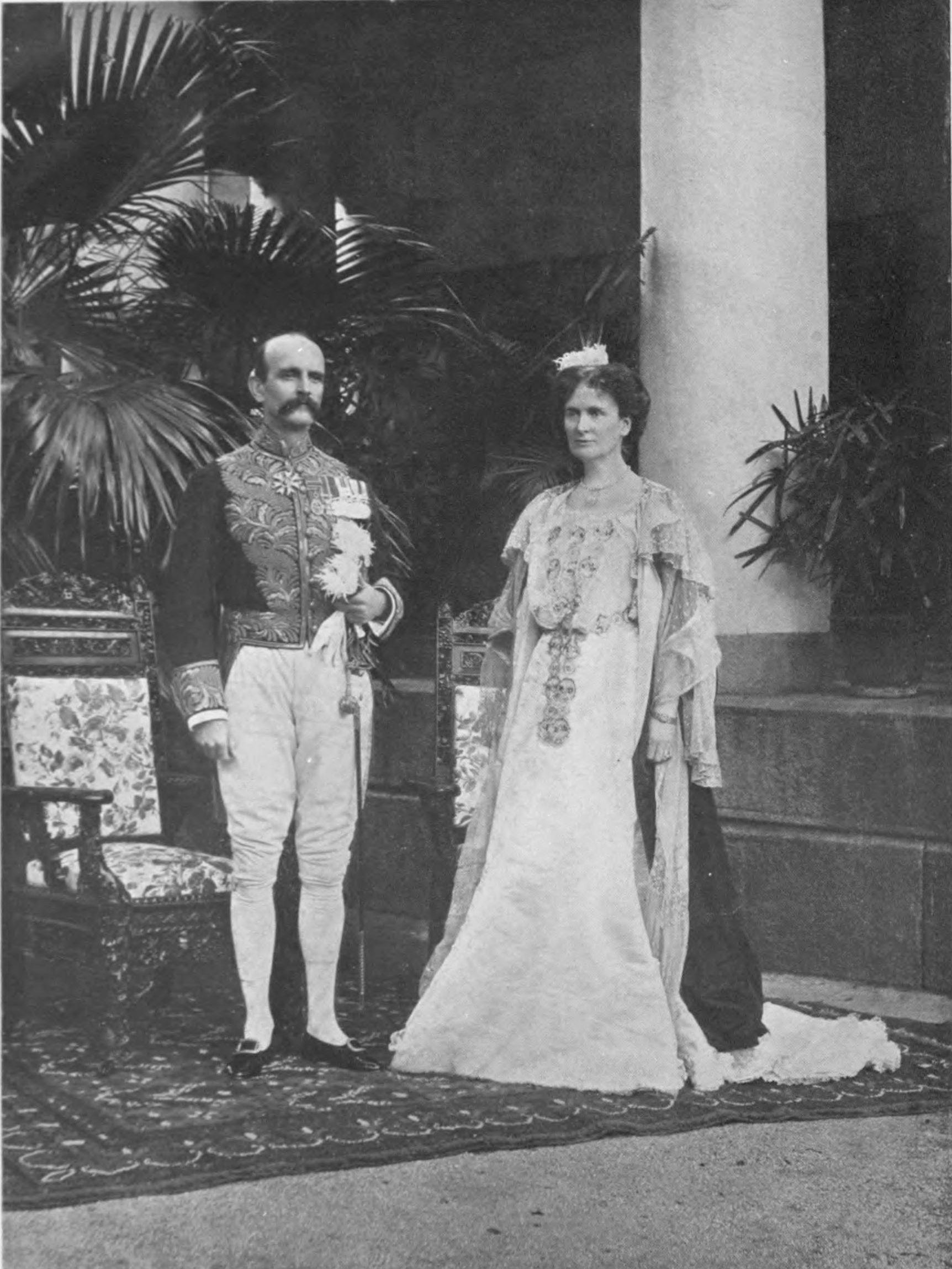
Lugard e la moglie

Lord Lugard sposò Flora Louisa, figlia del maggior generale George Shaw, nel 1902. Si trattava di una giornalista e scrittrice del The Times. Non ebbero figli. Flora morì nel gennaio 1929. Lord Lugard le sopravvisse sedici anni morendo l'11 aprile 1945 all'età di 87 anni. Fu cremato presso il Woking Crematorium. Non avendo avuto eredi, il baronato si estinse con lui.

## Opere
Nel 1893 Lugard pubblicò The Rise of our East African Empire, che in parte è un'autobiografia. Lugard fu anche l'autore di numerosi resoconti sulla Nigeria settentrionale pubblicati dall'Ufficio Coloniale.

## Luoghi che prendono da lui il nome
- Lugard Road, The Peak, isola di Hong Kong, Hong Kong
- Lugard Tower (edificio della facoltà di istruzione dell'università di Hong Kong)
- Lugard Hall (dormitorio dell'università di Hong Kong)
- Lugard Avenue, Ikoyi Lagos, Nigeria
- Lugard Hall, Kaduna, Nigeria. Ora usata come Casa dell'Assemblea dello stato di Kaduna
- Lugard Avenue, Entebbe, Uganda
- Lugard House, Rossall School, Fleetwood
- Lugard Road, Jos, Nigeria
- Il college immaginario Lord Lugard's College, preparatory school in Viandanti della storia di Chinua Achebe, dove tre dei personaggi principali ricevono la loro istruzione
- Lugard House (dormitorio della scuola di Achimota, Ghana)
- Lugard House (residenza ufficiale del governatore dello stato di Kogi, Nigeria a Lokoja, capitale dello stato)
- Cascate Lugard, parco nazionale dello Tsavo, Kenya